# Creysseilles
Creysseilles est une commune française, située dans le département de l'Ardèche en région Auvergne-Rhône-Alpes. Cette dernière est localisée à cheval sur les bassins de l'Eyrieux et de l'Ouvèze. Ce petit village d'une centaine d'habitants est situé à une douzaine de kilomètres de Privas, la préfecture du département Ardéchois. Creysseilles dépend majoritairement de cette ville puisqu'elle fait partie intégrante de la Communauté d'Agglomération Privas Centre Ardèche, et de ses 42 communes.

## Géographie

### Situation et description
Petite commune à l'aspect essentiellement rural de la moyenne montagne ardéchoise, elle est cependant rattachée à la communauté d'agglomération Privas Centre Ardèche.

### Géologie et relief
La commune de Creysseilles est composée de nombreux paysages divers et variés. Elle est notamment traversée par de nombreux cours d'eau. Nous pouvons citer : la rivière de Lauzène, située à 489 mètres d'altitude ou encore : le ruisseau de Ruinas, le ruisseau de la Roubine, le ruisseau de Rousseau, le Merlot, le ruisseau de l'Adret, le ruisseau de Chirouse, le Mézayon, etc.
Creysseilles est aussi une commune du parc naturel régional des Monts de l'Ardèche. Elle se situe également dans le Massif central ce qui explique notamment son relief, mais aussi la présence de roche basaltique. En effet, Creysseilles se situe sur un territoire géologique assez influencé par les roches et édifices volcaniques. En outre, à quelques kilomètres de la commune, sur la commune de Pranles, se trouve un volcan : le volcan de Chirouse. Ce dernier est assez méconnu. Cependant, il fut en activité entre 6 et 8 millions d'années. De ce fait, Creysseilles connait un relief assez varié : des plateaux, de belles vallées et de beaux cols; mais aussi de larges étendues de roches basaltiques. Il est également possible d'y trouver des roches granitiques et d'imposantes coulées de basalte qui peuvent donc résulter en la formation de grottes creusées dans le grès, comme la « grotte des Camisards ».

### Climat
Pour des articles plus généraux, voir Climat d'Auvergne-Rhône-Alpes et Climat de l'Ardèche.
En 2010, le climat de la commune est de type climat méditerranéen altéré, selon une étude du CNRS s'appuyant sur une série de données couvrant la période 1971-2000. En 2020, Météo-France publie une typologie des climats de la France métropolitaine dans laquelle la commune est exposée à un climat de montagne ou de marges de montagne et est dans une zone de transition entre les régions climatiques « Moyenne vallée du Rhône » et « Provence, Languedoc-Roussillon ».
Pour la période 1971-2000, la température annuelle moyenne est de 11,2 °C, avec une amplitude thermique annuelle de 17 °C. Le cumul annuel moyen de précipitations est de 1 243 mm, avec 7,2 jours de précipitations en janvier et 5 jours en juillet. Pour la période 1991-2020, la température moyenne annuelle observée sur la station météorologique de Météo-France la plus proche, « St-Pierreville », sur la commune de Saint-Pierreville à 9 km à vol d'oiseau, est de 11,9 °C et le cumul annuel moyen de précipitations est de 1 393,0 mm,. Pour l'avenir, les paramètres climatiques de la commune estimés pour 2050 selon différents scénarios d'émission de gaz à effet de serre sont consultables sur un site dédié publié par Météo-France en novembre 2022.

### Accès et transports
Rares sont les transports en commun qui joignent les communes limitrophes de Creysseilles à Creysseilles. Cependant, une ligne de bus scolaire assure la liaison de Veyras et de Privas. Cette liaison est gérée par la communauté d'agglomération Privas Centre Ardèche. La ligne de bus est nommée T'CAP depuis la rentrée 2018. Elle permet de desservir les 42 communes de l'agglomération avec des transports scolaires ouverts à tous. Creysseilles se trouve sur la ligne "PR04- Creysseilles Privas" et "Creysseilles-Veyras".
Au niveau des infrastructures routières : Creysseilles est traversée par : la D 360, la D 260 et la D 244.

## Urbanisme

### Typologie
Au 1er janvier 2024, Creysseilles est catégorisée commune rurale à habitat très dispersé, selon la nouvelle grille communale de densité à 7 niveaux définie par l'Insee en 2022.
Elle est située hors unité urbaine. Par ailleurs la commune fait partie de l'aire d'attraction de Privas, dont elle est une commune de la couronne,. Cette aire, qui regroupe 24 communes, est catégorisée dans les aires de moins de 50 000 habitants,.

### Occupation des sols
L'occupation des sols de la commune, telle qu'elle ressort de la base de données européenne d’occupation biophysique des sols Corine Land Cover (CLC), est marquée par l'importance des forêts et milieux semi-naturels (78,4 % en 2018), une proportion identique à celle de 1990 (78,4 %). La répartition détaillée en 2018 est la suivante : 
forêts (61,7 %), prairies (18,2 %), milieux à végétation arbustive et/ou herbacée (16,7 %), zones agricoles hétérogènes (3,4 %).
L'évolution de l’occupation des sols de la commune et de ses infrastructures peut être observée sur les différentes représentations cartographiques du territoire : la carte de Cassini (XVIIIe siècle), la carte d'état-major (1820-1866) et les cartes ou photos aériennes de l'IGN pour la période actuelle (1950 à aujourd'hui).

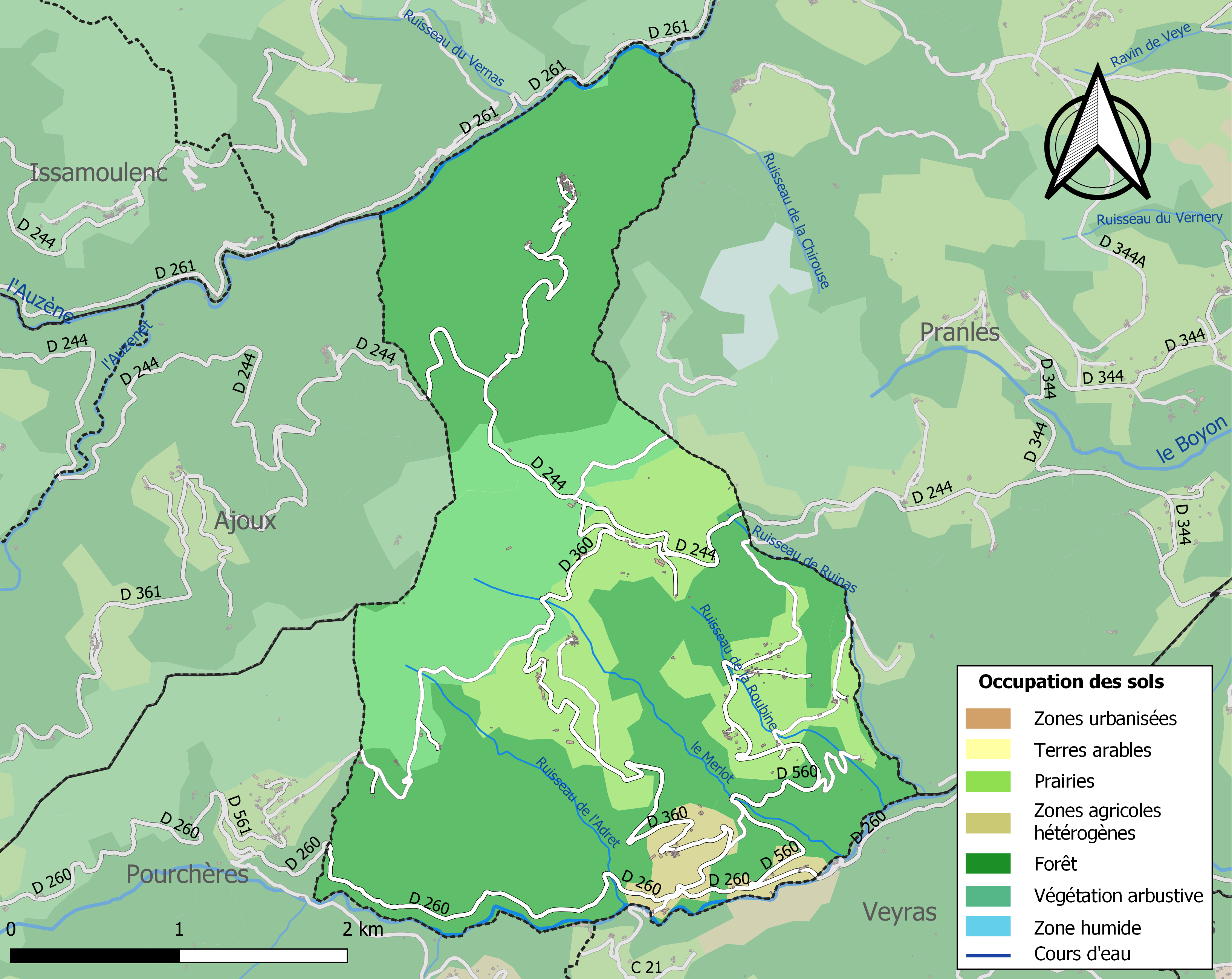
Carte des infrastructures et de l'occupation des sols de la commune en 2018 (CLC).

### Lieux-dits, hameaux et écarts
Sur une superficie communale de 1 025 hectares, Creysseilles possède de nombreux hameaux et lieux-dits, parmi lesquels :
le Pont des Chèvres, le Ranchon, le Femeil (où se situe la Mairie de Creysseilles), l'Aoup (appelé aussi Lahoup ou encore Laoût), le Serre, le Village, le Rey, la Selve, la Grangette, les Valliers, Ladreyt, le Vabre, les Croix de Creysseilles (nommées également les Croix de Saint-André), Lyroles (ou Liroles), le Mas Perrier, Magerouan, les Colombières, Bartras, Le Prieuré et Grand Bois.

### Habitat et logement
En 2020, le nombre total de logements dans la commune était de 115, alors qu'il était de 110 en 2015 et de 109 en 2010.
Parmi ces logements, 59,1 % étaient des résidences principales, 32,2 % des résidences secondaires et 8,7 % des logements vacants.
Le tableau ci-dessous présente la typologie des logements à Creysseilles en 2020 en comparaison avec celle de l'Ardèche et de la France entière. Une caractéristique marquante du parc de logements est ainsi une proportion de résidences secondaires et logements occasionnels (32,2 %) supérieure à celle du département (18,1 %) et à celle de la France entière (9,7 %). Concernant le statut d'occupation de ces logements, 85,3 % des habitants de la commune sont propriétaires de leur logement (85 % en 2015), contre 67,1 % pour l'Ardèche et 57,5 pour la France entière.
| Typologie                                               | Creysseilles | Ardèche | France entière |
| ------------------------------------------------------- | ------------ | ------- | -------------- |
| Résidences principales (en %)                           | 59,1         | 72,4    | 82,1           |
| Résidences secondaires et logements occasionnels (en %) | 32,2         | 17,8    | 9,7            |
| Logements vacants (en %)                                | 8,7          | 9,7     | 8,2            |

### Risques majeurs
Le territoire de la commune de Creysseilles est vulnérable à différents aléas naturels :
météorologiques (tempête, orage, neige, grand froid, canicule ou sécheresse),
feux de forêts, mouvements de terrains, retrait-gonflement des argiles et séisme (sismicité faible). Il est également exposé à un risque particulier : le risque de radon. Un site publié par le BRGM permet d'évaluer simplement et rapidement les risques d'un bien localisé soit par son adresse soit par le numéro de sa parcelle.

#### Risques de mouvements de terrain
La commune est vulnérable au risque de mouvements de terrains constitué principalement du retrait-gonflement des sols argileux. Cet aléa est susceptible d'engendrer des dommages importants aux bâtiments en cas d’alternance de périodes de sécheresse et de pluie. Une cartographie de l'exposition du territoire national au retrait gonflement des sols argileux est disponible sur le site du BRGM,.
Par ailleurs, afin de mieux appréhender le risque d’affaissement de terrain, l'inventaire national des cavités souterraines permet de localiser celles situées sur la commune.

#### Risques sismiques
L'ensemble du territoire de la commune de Creysseilles est situé en zone de sismicité no 2 (sur une échelle de 5), comme la plupart des communes situées sur le plateau et la montagne ardéchoise.
| Type de zone | Niveau           | Définitions (bâtiment à risque normal) |
| ------------ | ---------------- | -------------------------------------- |
| Zone 2       | Sismicité faible | accélération = 1,1 m/s2                |

#### Risque particulier
Dans plusieurs parties du territoire national, le radon, accumulé dans certains logements ou autres locaux, peut constituer une source significative d’exposition de la population aux rayonnements ionisants. Certaines communes du département sont concernées par le risque radon à un niveau plus ou moins élevé. Selon la classification de 2018, la commune de Creysseilles est classée en zone 3, à savoir zone à potentiel radon significatif.

## Histoire

### Les gravures néolithiques
Les traces de l'histoire de Creysseilles sont assez nombreuses. Elle commence très tôt puisque aujourd'hui nous avons des traces de gravures néolithiques sur le site du double sanctuaire qui s'étend de Creysseilles à Pranles. En effet, à partir de 1959, des pierres gravées furent découvertes sur le site par Paul Bellin et son équipe. Il a fallu attendre 1990 pour que l'ensemble des 68 gravures soient retrouvées sur le site de Pranles et Creysseilles. Les différents rochers furent analysés et classés selon leurs compositions et leurs textures (poreux, friable...). Les inscriptions sur les rochers furent assez diverses : on retrouve beaucoup de croix et de croix latines, des gravures à 4 arceaux, des croix de saint André.
À ce jour, il est très compliqué d'estimer une datation de ces gravures très anciennes. Cependant, des paléontologues affirment que l'expression graphique peinte s'étire sur les IVe et IIIe millénaires avant J-C. Ainsi, nous pouvons penser que le site de Creysseilles-Pranles a fonctionné au cours de ces deux millénaires. Ainsi, il est également possible d'affirmer grâce à de nombreuses découvertes archéologiques qu'il y a eu une réappropriation continuelle du site et une intervention d'acteurs venant de différents univers symboliques.

### Réforme et Protestantisme
L'Ardèche et plus précisément le Vivarais furent un foyer pour le protestantisme au moment de la Réforme. En effet, la région constituait un endroit stratégique entre Genève, qui était protestante, et Lyon et le Languedoc qui étaient catholiques. Cette prégnance protestante (et notamment de la bourgeoisie protestante) fut à l'origine de nombreuses attaques contre les protestants entre 1562 et 1595. Cependant, l'édit de Nantes de 1598, mit fin à ces luttes religieuses.
Or, cet édit fut révoqué en 1685. Ceci donna lieu à une interdiction du protestantisme. Ainsi, des paysans locaux engagèrent une révolte contre le pouvoir royal de Louis XIV. Ce dernier répondit en envoyant ses « dragons ». Cette période fut nommée « la révolte des Camisards ». À cette époque, les « dragons » du rois étaient des soldats envoyés sur les terres protestantes pour brutaliser et persécuter les protestants qui se soulevaient contre le pouvoir royal. Les protestants étaient donc souvent contraints à la fuite, à l'exil ou à la mort. C'est pourquoi, à Creysseilles, nous retrouvons une grotte nommée "grotte des Camisards". Cette dernière fut le refuge des protestants durant cette période des dragonnades.
Lire Religion et territoire: l'Ardèche protestante, Jacques Bethemont, 2002.

## Politique et administration

### Administration municipale
La commune de Creysseilles fait partie :
- du canton de Privas ;
- de la communauté d'agglomération Privas Centre Ardèche[32] ;
- du territoire Valence Drôme-Ardèche Centre[33].

### Liste des maires
| Période                                  | Période       | Identité              | Étiquette | Qualité |
| ---------------------------------------- | ------------- | --------------------- | --------- | ------- |
| Les données manquantes sont à compléter. |               |                       |           |         |
| 1946                                     | 1959          | Daniel Charensol      |           |         |
| 1959                                     | 1977          | André Astruc          |           |         |
| 1977                                     | 1987          | Roland Chanay         |           |         |
| 1987                                     | 1989          | René Terrasse         |           |         |
| 1989                                     | mars 2008     | Jean-Pierre Astruc    |           |         |
| mars 2008                                | novembre 2011 | Jean-Paul Sarrazin    |           |         |
| novembre 2011                            | juin 2020     | Jean-Paul Marchal     |           |         |
| juin 2020                                | En cours      | Marc-Antoine Sangès , | DVG       |         |

### Activités et dynamismes locaux

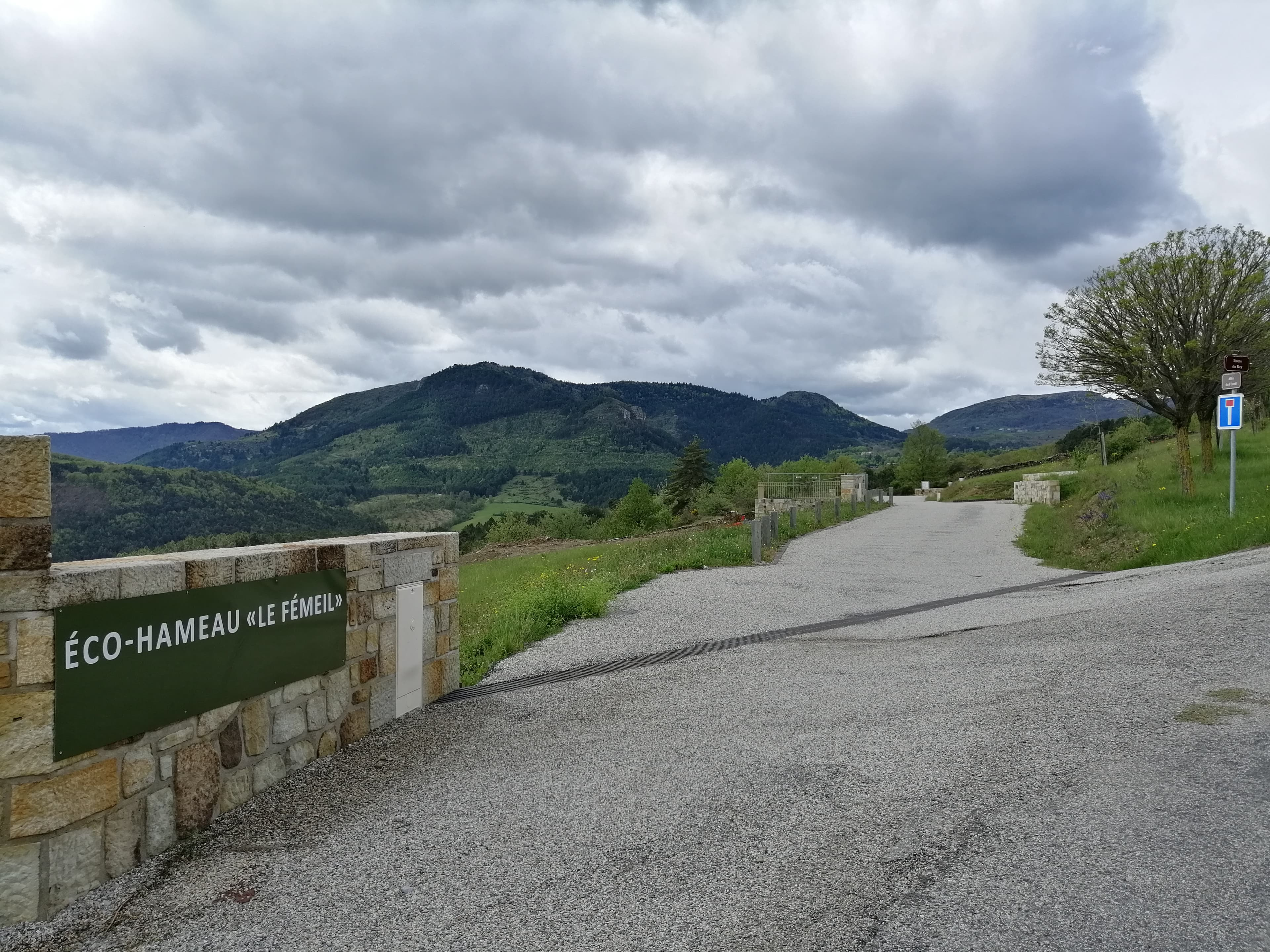
Éco-hameau du Fémeil.

Malgré sa petite taille et sa faible population, le village de Creysseilles est en constant développement et en recherche de dynamisme. L'exemple le plus probant est la création d'un éco-quartier dans le hameau du Fémeil à côté de la mairie (2017-2018). En effet, le site de la mairie ne représentait pas un véritable centre, car les habitations autour étaient très éparses. Ainsi, la commune a décidé d'y acquérir des terrains et de créer un véritable hameau en mettant à disposition une dizaine de parcelles constructibles. Le premier terrain de cet éco-hameau fut vendu le lundi 25 juin 2018.
De plus, les activités municipales sont orchestrées par un comité des fêtes plutôt actif.

## Population et société

### Démographie

#### Évolution démographique
L'évolution du nombre d'habitants est connue à travers les recensements de la population effectués dans la commune depuis 1793. Pour les communes de moins de 10 000 habitants, une enquête de recensement portant sur toute la population est réalisée tous les cinq ans, les populations de référence des années intermédiaires étant quant à elles estimées par interpolation ou extrapolation. Pour la commune, le premier recensement exhaustif entrant dans le cadre du nouveau dispositif a été réalisé en 2005.

En 2022, la commune comptait 156 habitants, en évolution de +9,86 % par rapport à 2016 (Ardèche : +2,48 %, France hors Mayotte : +2,11 %).
| 1793 | 1800 | 1806 | 1821 | 1831 | 1836 | 1841 | 1846 | 1851 |
| ---- | ---- | ---- | ---- | ---- | ---- | ---- | ---- | ---- |
| 488  | 407  | 428  | 480  | 530  | 502  | 535  | 525  | 539  |

| 1856 | 1861 | 1866 | 1872 | 1876 | 1881 | 1886 | 1891 | 1896 |
| ---- | ---- | ---- | ---- | ---- | ---- | ---- | ---- | ---- |
| 534  | 560  | 561  | 511  | 505  | 478  | 477  | 480  | 450  |

| 1901 | 1906 | 1911 | 1921 | 1926 | 1931 | 1936 | 1946 | 1954 |
| ---- | ---- | ---- | ---- | ---- | ---- | ---- | ---- | ---- |
| 407  | 374  | 408  | 358  | 325  | 281  | 253  | 240  | 182  |

| 1962 | 1968 | 1975 | 1982 | 1990 | 1999 | 2005 | 2006 | 2010 |
| ---- | ---- | ---- | ---- | ---- | ---- | ---- | ---- | ---- |
| 144  | 114  | 98   | 107  | 116  | 110  | 131  | 131  | 123  |

| 2015 | 2020 | 2022 | - | - | - | - | - | - |
| ---- | ---- | ---- | - | - | - | - | - | - |
| 137  | 153  | 156  | - | - | - | - | - | - |

#### Densité de population
La densité de population est en faible augmentation depuis 1968, en cohérence avec la légère augmentation de la population.
En 2020, la densité était de 14,9 hab./km2, soit quatre fois inférieure à celle de l'Ardèche qui était de 59,6 hab./km2 et plus de sept fois inférieure à celle de la France entière qui était de 106,2 hab. km2 pour la même année.
| 1968 |  | 11.1 |  |

| 1975 |  | 9.6 |  |

| 1982 |  | 10.4 |  |

| 1990 |  | 11.3 |  |

| 1999 |  | 10.7 |  |

| 2009 |  | 12.4 |  |

| 2014 |  | 12.8 |  |

| 2020 |  | 14.9 |  |

### Enseignement
Creysseilles est rattachée à l'académie de Grenoble et dépend de la zone A..
Creysseilles est très lié à la ville de Veyras (Sud, Sud-Est), puisqu'il dépend d'elle, notamment pour l'école. En effet, à ce jour, Creysseilles ne dispose d'aucun établissement scolaire, et donc l'éducation des élèves de primaire revient principalement à l'école de Veyras. Cependant, pour les maternelles, les écoles les plus proches sont l'école de Pranles, celle de Lyas et l'école de Saint-Priest. Les écoles de  Veyras, Pranles et Lyas sont les plus proches. Les collégiens et lycéens vont à Privas, chef-lieu du département. Les collèges et lycées les plus fréquentés sont le collège Bernard-de-Ventadour, le collège privé du Sacré-Cœur, le lycée Vincent-d'Indy et le lycée privé du Sacré-Cœur.

### Médias
Deux organes de la presse écrite régionale sont distribués dans la commune :
- L'Hebdo de l'Ardèche

Il s'agit d'un journal hebdomadaire français basé à Valence et diffusé à Privas depuis 1999. Il couvre l'actualité pour tout le département de l'Ardèche.
- Le Dauphiné libéré

Il s'agit d'un journal quotidien de la presse écrite française régionale distribué dans la plupart des départements de l'ancienne région Rhône-Alpes, notamment l'Ardèche. La commune est située dans la zone d'édition de Privas.
Creysseilles détient également son propre journal d'information : Le Creysseilles-Infos. Ce dernier parait toutes les saisons. La rédaction de ce périodique est prise en charge par le Maire(actuellement: Marc-Antoine Sangès), quelques conseillers municipaux, mais aussi des membres du Comité des fêtes de Creysseilles.

## Culture locale et patrimoine

### Patrimoine religieux

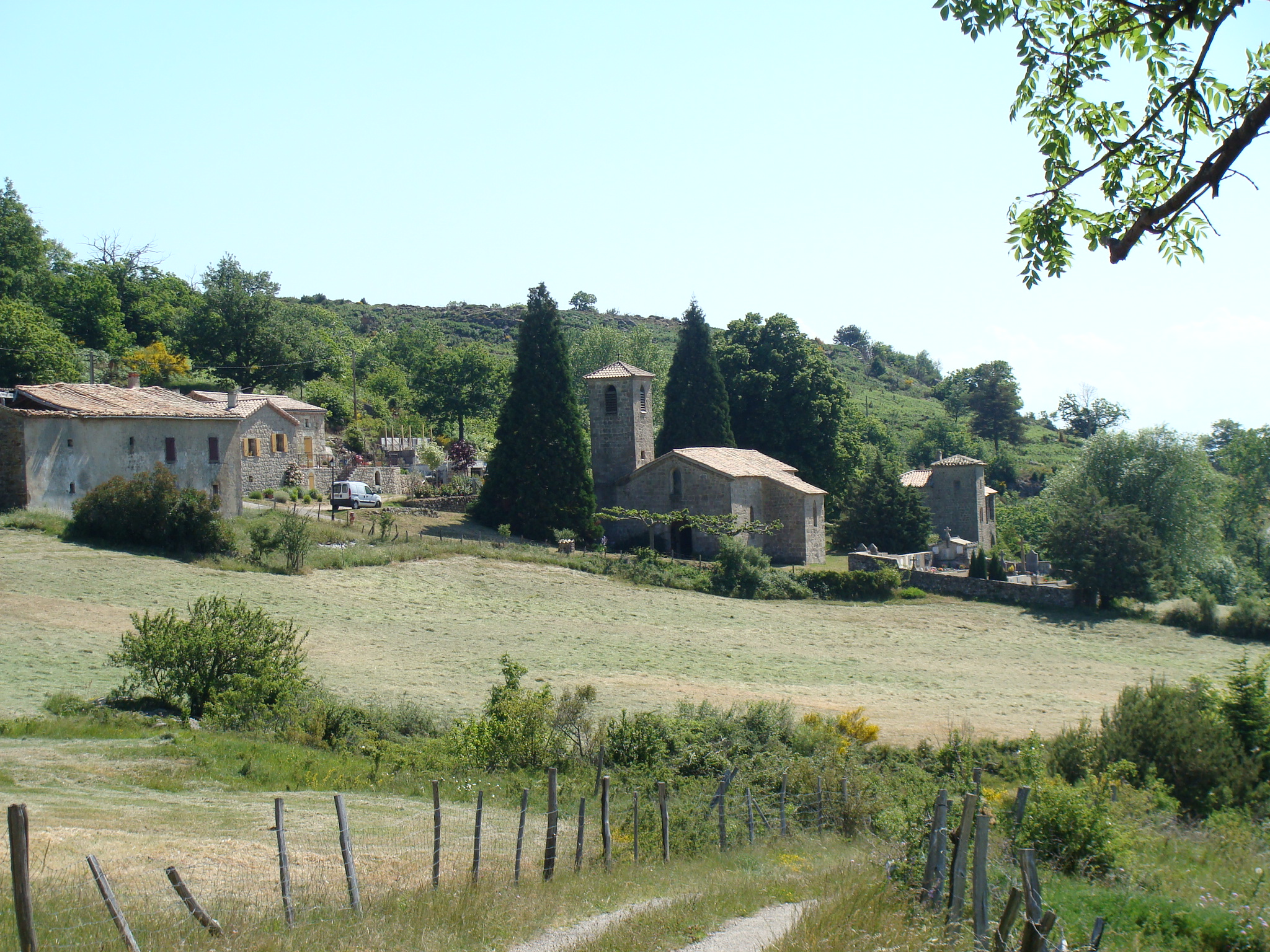
L'église Saint-André de Creysseilles.

- L'église Saint-André de Creysseilles. Le nom de Creysseilles[46] pourrait provenir de crucis locus : le lieu de la croix. De fait, le carrefour situé au-dessus de l'église que l'on appelle le col des Croix marque le croisement d'anciennes drailles passant non loin d'un ensemble de gravures rupestres. D'après Mazon, une église primitive aurait été située au hameau de Creysseilles, à trois kilomètres de l'église actuelle ; elle aurait été définitivement détruite au XIIIe siècle au temps de la croisade des Albigeois. Les catholiques transportèrent alors le culte à une chapelle dédiée à saint André qui existait déjà ; elle fut au XIVe siècle cédée au monastère Saint-Michel de Charay dont elle dépendit jusqu'à la Révolution. L'église Saint-André, telle qu'on la voit aujourd'hui, d'origine romane, comporte une nef unique, longue de trois travées. Elle a été remaniée dès le XIVe siècle (construction d'un chœur à chevet plat), puis au XVe siècle (ou XVIe siècle) avec l'adjonction de deux chapelles formant croisillons. Enfin, la façade et le clocher ont été refaits au milieu du XIXe siècle. Depuis les années 1960, plusieurs restaurations ont été entreprises[47].

### Lieux et monuments

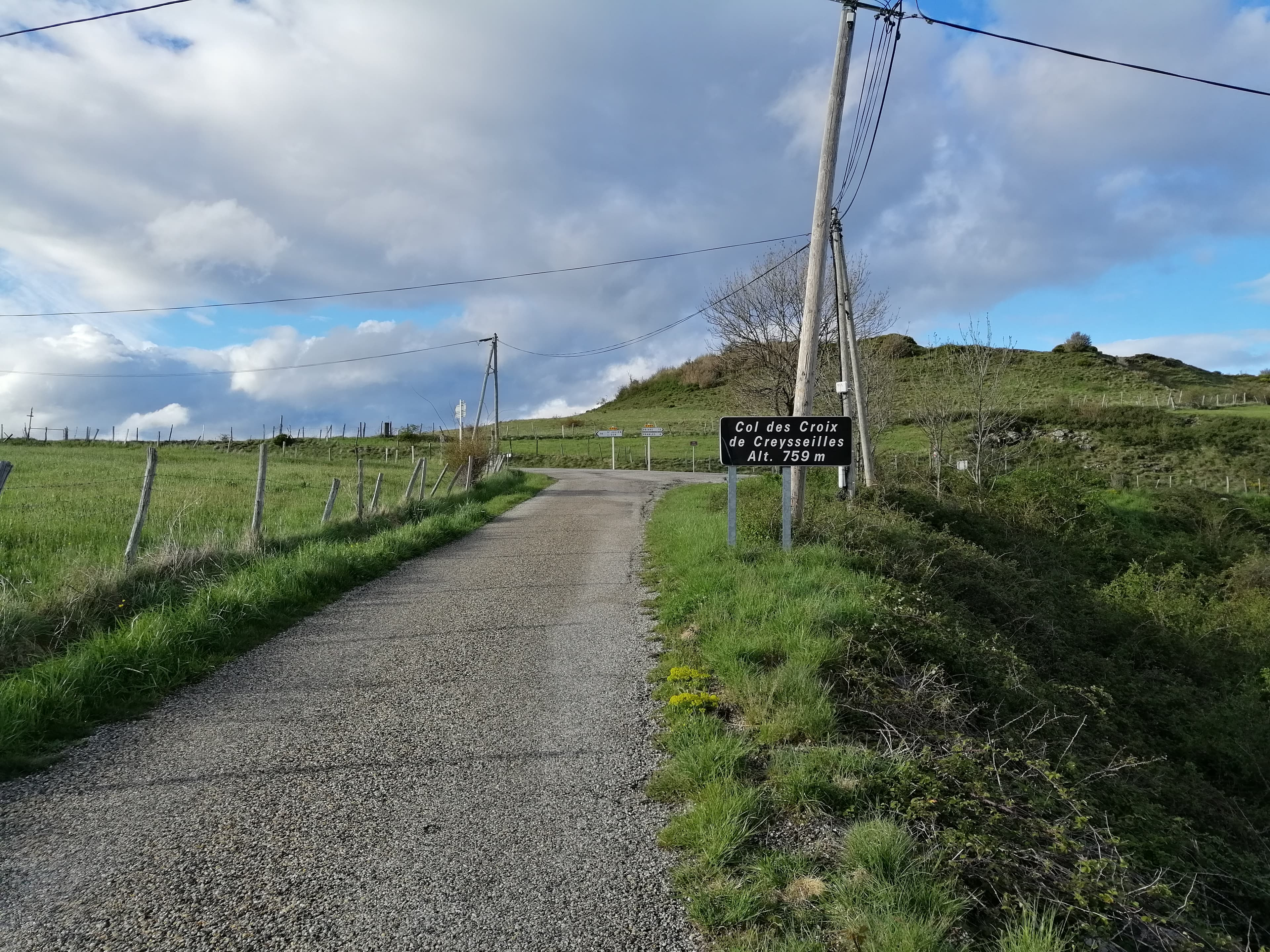
Col des Croix de Creysseilles.

- Les tombes du double sanctuaire rupestre de Creysseilles cf. l'étude pour le CNRS de Hameau Philippe et Vaillant Daniel publiée dans Archéologie en Languedoc  (Archéol. Languedoc)  (ISSN 0221-4792) : C'est un site archéologique qui se situe à cheval sur la commune de Pranle et de Creysseilles. On y trouve des gravures néolithiques datant du IIIe millénaire avant J-C[29]
- La « grotte des Camisards » : il s'agit d'une grotte huguenote, elle a servi de refuge aux protestants pendant les dragonnades[48].
- Le col des Croix de Creysseilles : il s'agit d'un des cols emblématiques du village. Ce dernier culmine à 759 mètres d'altitude et fait la jonction de la route D244 et D360[49]. Ce dernier est prisé pour des activités de plein air, comme les randonnées ou les parcours à vélo. En effet, ce col donne une vue assez spectaculaire sur les communes des environs, mais aussi sur les différents hameaux qui composent Creysseilles[50]. De plus, ses routes sinueuses lui permettent notamment d'être régulièrement un point de passage du Rallye Monte Carlo historique. En outre, les 20e[51] et 21e éditions de ce rallye passèrent par ce col[52].Façade de la Mairie de Creysseilles le 26 avril 2019.

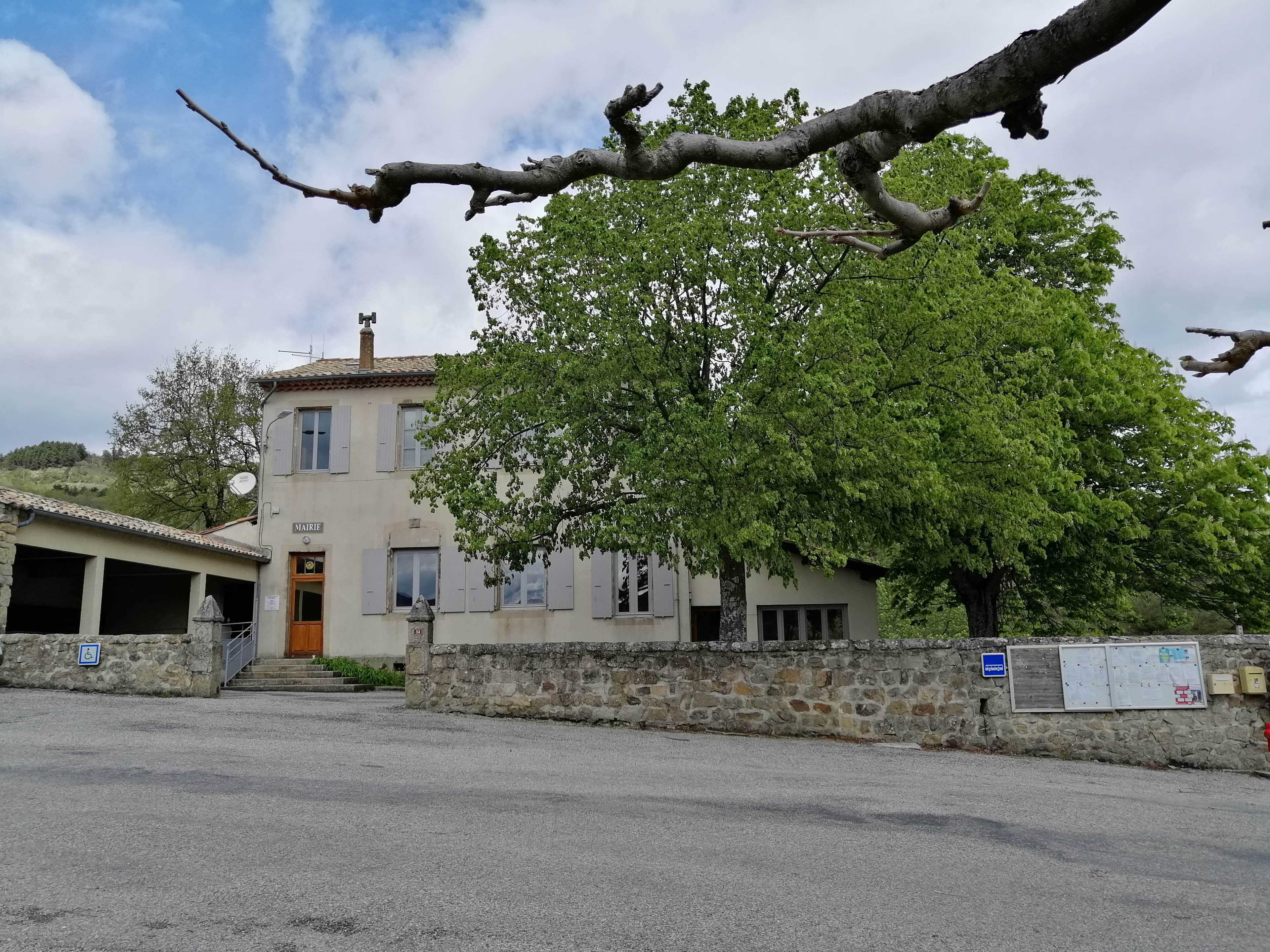
Façade de la Mairie de Creysseilles le 26 avril 2019.

- La Tour de Guet de Creysseilles[53]: à l'origine, ce lieu est un endroit de surveillance. En effet, les pompiers de l’Ardèche se mettent sur les hauteurs afin de surveiller les départs potentiels d'incendie, surtout en été[54]. Cette tour de guet est aussi nommée : Serre de Pied de Bœuf. Elle est opérationnelle du 1er juillet au 31 août de chaque année. En 2012, les 5 tours de guet présentes en Ardèche ont permis de détecter 128 fumées. Ainsi, la présence de cette tour de guet sur la commune de Creyseilles représente un enjeu sécuritaire pour tout le territoire ardéchois[55].
- La Mairie de Creysseilles : la Mairie de Creysseilles se situe dans le hameau du Fémeil. Elle est ouverte uniquement le vendredi de 14 h à 16 h. Dans le bâtiment faisant office de Mairie se déroulent diverses activités, comme la location de salle pour divers événements, les mariages, les rassemblements du comité des Fêtes de Creysseilles, etc.

### Héraldique
|  | Creysseilles possède des armoiries dont l'origine et le blasonnement exact ne sont pas disponibles. |